# Улица Орджоникидзе (Подольск)
Улица Орджоникидзе — улица, проходящая через Северный и Южный районы города Подольска. Своё название улица носит в честь видного революционера, партийного и политического деятеля грузинского происхождения Григория Константиновича (Серго) Орджоникидзе.

## Описание
Улица Орджоникидзе берет свое начало на перекрестке с улицей Железнодорожной и далее уходит в восточном, а позднее в юго-восточном направлении. Заканчивается улица на пересечении с Объездной дорогой — началом Южного обхода Подольска.
Нумерация домов начинается со стороны улицы Железнодорожной.
Слева по ходу движения от улицы Железнодорожной, к улице Орджоникидзе примыкают улица Комсомольская, улица Северная, улица Авиационная и улица Поливановская (на круговом перекрестке).
Справа по ходу движения от начала улицы Орджоникидзе примыкает улица Машиностроителей.
Улица является улицей с двухсторонним движением, за исключением участков круговых перекрестков.
Почтовый индекс улицы Орджоникидзе в городе Подольске — 142103.

## Примечательные здания и сооружения
- Парк Победы (пересечение улицы Комсомольской и улицы Орджоникидзе);
- Мемориал Великой Отечественной войны в Парке Победы (пересечение улицы Комсомольской и улицы Орджоникидзе).
- Дом культуры завода имени Орджоникидзе (улица Мира, дом 4).
- Завод имени Орджоникидзе — Подольский машиностроительсный завод (улица Машиностроителей, владение 23). В 2019 году завод отметил свой 100-летний юбилей[4][5]. На начальном этапе завод занимался ремонтом паровозов и носил название провозоремонтного завода в городе Подольске. Начиная с 1929 года завод перешёл на выпуск новых видов продукции и стал носить название Подольский крекинго-электровозостроительный завод (КЭС). Имя наркома тяжелой промышленности Григория Константиновича Орджоникидзе было присвоено заводу в 1939 году. В 1941 году в связи с началом Великой Отечественной войны завод был эвакуирован в Свердловск (ныне Екатеринбург), на площадку Уральского завода транспортного машиностроения (Уралтрансмаш). В 1942 году завод вернулся из эвакуации на прежнее место (делил площадку с Таганрогским заводом Красный котельщик). В декабре 1945 года воссоздался машиностроительный завод имени Орджоникидзе (ЗиО).
- Опытно-конструкторское бюро (ОКБ) «Гидропресс» (улица Орджоникидзе, дом 21).
- Физкультурно-оздоровительный комплекс с бассейном (улица Орджоникидзе, дом 7 Б)[6]. Комплекс был открыт ко Дню России 12 июня 2016 года, по губернаторской программе «50 ФОКов». Главной составляющей Физкультурно-оздоровительного комплекса является плавательный бассейн 25 на 16 метров, с шестью дорожками[7][8].
- Банный комплекс (улица Орджоникидзе, дом 7).

## Транспорт
По улице осуществляется движение общественного транспорта. По улице Орджоникидзе проходят маршруты городского троллейбуса № 3 и автобусные маршруты № 2, № 9, № 12, № 20, № 25, № 51 и № 413.